# Госплодопитомник (Ставропольский край)
Госплодопито́мник — посёлок в составе Благодарненского городского округа Ставропольского края России.

## География
На реке Мокрая Буйвола. На востоке — балка Каменная и гора Капсурова, на западе — село Александрия.
Расстояние до краевого центра: 104 км.
Расстояние до районного центра: 10 км.

## История
На 1 марта 1966 года посёлок Госплодопитомник входил в состав Александрийского сельсовета с центром в селе Александрия:9.
До 1 мая 2017 года входил в состав территории сельского поселения Александрийский сельсовет Благодарненского района Ставропольского края.

## Население
| 1989 | 2002 | 2010 | 2014 | 2021 | 2023 |
| ---- | ---- | ---- | ---- | ---- | ---- |
| 4    | ↗13  | ↘3   | ↘1   | ↗5   | ↘0   |

По данным переписи 2002 года все жители — русские.